# Олонецьке намісництво
Олоне́цьке намі́сництво (рос. Олонецкое наместничество) — адміністративно-територіальна одиниця в Російській імперії в 1784–1796 роках. Адміністративний центр — Петрозаводськ. Створене 22 травня 1784 року на основі Олонецької області Санкт-Петеребурзької губернії. Складалося з 10 повітів. 12 грудня 1796 року скасоване й розділене між Новгородською і Архангельською.